# Pima bajo
Le pima bajo  (nom espagnol de la langue, que l'on peut traduire par bas-pima) est une langue uto-aztèque du Sud de la branche des langues pimiques parlée au Mexique, dans les États de Sonora et de Chihuahua par 500 personnes dispersées dans la Sierra Madre occidentale.
Le pima bajo est proche de l'o'odham et ne doit pas être confondu avec le pima, qui est un dialecte de l'o'odham.

## Phonologie

### Voyelles
|         | Antérieure    | Centrale      | Postérieure   |
| ------- | ------------- | ------------- | ------------- |
| Fermée  | i [i] iː [iː] | ɨ [ɨ] ɨː [ɨː] | u [u] uː [uː] |
| Moyenne |               |               | o [o] oː [oː] |
| Ouverte |               | a [a] aː [aː] |               |

### Consonnes

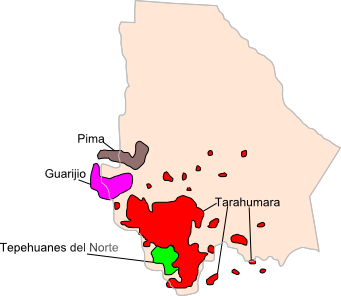
Le pima bajo dans l'État de Chihuahua, en marron sur la carte

|            |            | Bilabiale | Dentale | Latérale | Vélaire | Glottale |
| ---------- | ---------- | --------- | ------- | -------- | ------- | -------- |
| Occlusives | Sourdes    | p [p]     | t [t]   |          | k [k]   | ʔ [ʔ]    |
| Occlusives | Sonores    | b [b]     | d [d]   |          | g [g]   |          |
| Fricatives | Fricatives | v [v]     | s [s]   |          |         | h [h]    |
| Affriquées |            |           |         |          |         |          |
| Nasales    | Nasales    | m [m]     | n [n]   |          |         |          |
| Liquides   | Liquides   |           | r [r]   | l [l]    |         |          |